# Night of Rebellion
Night of Rebellion es el quinto disco sencillo del grupo australiano de rock INXS, el segundo desprendido de su segundo álbum de estudio Underneath the Colours, y fue publicado en enero de 1982. 
Night of Rebellion tan solo fue lanzado en Australia y no tuvo tanto éxito como el sencillo antecesor Stay Young. El lado B es el tema Prehistoria, un tema instrumental compuesto por Kirk Pengilly y producido por Andrew Farriss.
Al mismo tiempo en Nueva Zelanda se editó el sencillo Underneath the Colours con el mismo lado B que Night of Rebellion.

## Formatos
En disco de vinilo
7 pulgadas enero de 1982 Deluxe Records 103934  Night of Rebellion
| Lado A |                      |                                                   |          |  |
| N.º    | Título               | Escritor(es)                                      | Duración |  |
| 1.     | «Night of Rebellion» | Andrew Farriss, Michael Hutchence y Kirk Pengilly | 3:29     |  |

| Lado B |               |               |          |  |
| N.º    | Título        | Escritor(es)  | Duración |  |
| 1.     | «Prehistoria» | Kirk Pengilly | 3:54     |  |